# Jackie Smith
Jackie Larue Smith (* 23. Februar 1940 in Columbia, Mississippi, USA) ist ein ehemaliger US-amerikanischer American-Football-Spieler. Er spielte in der National Football League (NFL) bei den St. Louis Cardinals und den Dallas Cowboys als Tight End.

## Jugend
Jackie Smith wurde in Mississippi geboren, wuchs aber in Kentwood, Louisiana, auf. Auf der Highschool spielte er zunächst Klarinette in der Schulband. Erst spät entschloss er sich an einem Probetraining der High-School-Footballmannschaft teilzunehmen, verletzte sich aber und kam erst im letzten Spiel seines vorletzten Schuljahrs als Wide Receiver zum Einsatz. In seinem letzten Schuljahr spielte er als Tailback, musste aber nach vier Spielen aufgrund einer Hüftverletzung die weitere Saison aussetzen. Da Smith zudem ein guter Leichtathlet war, erhielt er ein anteiliges Sportstipendium an der Northwestern State University. Sein College war erst bereit ihm ein volles Stipendium zu gewähren, als er sich verpflichtet hatte auch Football am College zu spielen.

## Spielerlaufbahn
Jackie Smith war mit dem Angebot der Northwestern State University einverstanden und lief für deren Footballteam auf. Er spielte auf der Position eines Flankers. Smith war während seines Studiums aufgrund seiner Schnelligkeit einem Scout der St. Louis Cardinals aufgefallen, die sich aufgrund von dessen Empfehlung entschlossen ihn nach seinem Studium zu verpflichten. Die Cardinals drafteten ihn 1963 in der zehnten Runde an 129 Stelle und wollten ihn zunächst als Flanker einsetzen, entschlossen sich aber dann ihn als Tight End einzusetzen. Bereits in seinem Rookie-Spieljahr konnte er sich auf dieser Position aufgrund einer Verletzung eines Mitspielers durchsetzen. In der Spielrunde 1971 erlitt er seine Karriere einen persönlichen Rückschlag. Aufgrund einer Knieverletzung musste er die letzten fünf Spiele der Saison aussetzen. Obwohl Smith aufgrund seiner Leistungen immer wieder landesweit auf sich aufmerksam machte, sollte er erst nach der regular Season 1974 zum ersten Mal mit seinem Team in die Play-offs einziehen. In diesem Jahr konnten die Cardinals 10 von 14 Spielen gewinnen und mussten im Divisional-Play-off-Spiel gegen die Minnesota Vikings antreten. Smith konnte nicht entscheidend in das Spiel eingreifen und die Cardinals verloren mit 30:14. Auch im folgenden Jahr waren die Cardinals erfolgreich und gewannen elf Spiele bei drei Niederlagen. Erneut zog Smith mit seiner Mannschaft in die Play-offs ein, wo allerdings bereits in der ersten Runde eine 35:23-Niederlage gegen die Los Angeles Rams folgte.
Vor der Saison 1978 wechselte Smith zu den Dallas Cowboys. Er wurde dort ausschließlich zum Blocken eingesetzt und fing während der regular Season keinen einzigen Pass.
In dieser Spielrunde konnte er aber seinen einzigen Meistertitel gewinnen. Die Cowboys hatten sich für die Play-offs qualifiziert und trafen im ersten Play-off-Spiel auf die Atlanta Falcons. Smith erzielte in dem Spiel seinen einzigen Touchdown in dieser Saison. Die Cowboys gewannen mit 27:20. Im folgenden NFC Championship Game konnten die Cowboys die Rams mit 28:0 besiegen. Der Gewinn dieses Meistertitels bedeutete gleichzeitig den Einzug in den Super Bowl, wo man im Super Bowl XIII auf die Pittsburgh Steelers traf. Beim Spielstand von 21:14 für die Steelers wurde Smith von Quarterback Roger Staubach in der Endzone der Steelers angespielt. Er konnte den Ball allerdings nicht festhalten, womit die Cowboys das Spiel nicht ausgleichen konnten. Letztendlich verloren sie die Begegnung mit 35:31. Jackie Smith beendete nach diesem Spiel seine Laufbahn.

## Ehrungen
Jackie Smith spielte fünfmal im Pro Bowl, dem Abschlussspiel der besten Spieler einer Saison. Fünfmal wurde er zum All-Pro gewählt. Jackie Smith ist Mitglied in der Pro Football Hall of Fame, in der St. Louis Sports Hall of Fame und in der Arizona Cardinals Hall of Fame. Die Stadt St. Louis ehrt ihn auf dem Walk of Fame. Die St. Louis Rams ehrten ihn in ihrem ehemaligen Stadion, dem Edward Jones Dome, auf dem Ring of Fame.